# Arla Foods
Arla Foods é uma cooperativa dinamarquesa com base em Århus, Dinamarca, e a maior produtora de lacticínios na Escandinávia. Arla Foods foi formada como resultado de uma fusão entre a cooperativa leiteira sueca Arla e a empresa de laticínios dinamarquesa MD Foods, em 17 de Abril de 2000.

## História
Em 1927, a empresa registou o nome Mjölkcentralen (The Milk Centre, abreviou MC) e a partir dos anos 50 um número crescente de cooperativas de lacticínios noutras partes da Suécia começou a juntar-se à MC. Em 1975, MC mudou o seu nome para Arla, um nome anteriormente utilizado não só pela primeira cooperativa de lacticínios da Suécia, mas também pelo maior retalhista de lacticínios de Gotemburgo entre 1909 e 1965.
No final do século XX, a Arla tinha uma quota de mercado de 65% na Suécia.
Em Abril de 2000, a MD Foods fundiu-se com a Arla Foods sueca e formou a Arla Foods A.m.b.A com sede em Aarhus, Dinamarca, e tornou-se Arla Foods como é conhecida hoje.
A Arla Foods é a quarta maior empresa leiteira do mundo em volume de leite, sétima em volume de negócios. No início de 2016, 12.500 agricultores da Europa Ocidental e da Escandinávia eram proprietários da cooperativa.